# 35P/Herschel-Rigollet
Cometa Herschel-Rigollet (oficial 35P / Herschel-Rigollet) este o cometă periodică din Sistemul Solar aparținând familiei de comete Halley. Ea a fost descoperită pe 21 decembrie 1788 de astronoma Caroline Herschel de la Slough, în Berkshire, în Anglia.

## Apariția din 1789
Caroline Herschel a descoperit cometa pe 21 decembrie 1788, și mai târziu, în aceeași noapte, cometa a fost, de asemenea, observată de către fratele ei, William Herschel, care a descris-o că arăta ca o nebuloasă de lumină de aproximativ 5-6 minute de arc
în diametru și mult mai mare decât nebuloasa planetară M57. În lunile decembrie 1788 și ianuarie 1789 cometa a fost observată de Nevil Maskelyne de la Observatorul Greenwich și de Charles Messier de la Observatorul din Paris. Maskelyne a fost ultimul care a văzut cometa la 5 februarie 1789.

## Apariția din 1939
Cometa a fost redescoperită la 28 iulie 1939 de Roger Rigollet din Lagny (Seine-et-Marne, Franța), care a descris-o ca fiind un obiect difuz de magnitudine aparentă 8,0. A doua zi, Alfonso Fresa de la Observatorul Astronomic din Torino și George Van Biesbroeck de la Observatorul Yerkes au confirmat descoperirea. După luna august, cometa a devenit din ce în ce mai slabă, iar ultimele sale fotografii au fost luate la data de 16 ianuarie 1940.

## Orbita
Pe baza datelor colectate la trecerea cometei în 1789, au fost calculate pentru cometă două orbite similare: una în 1789 de Pierre Mechain, iar o alta în 1922 de către Margaretta Palmer. Margaretta Palmer credea că orbita cea mai potrivită cu observațiile cunoscute ar fi eliptică, având o perioadă de 1066 de ani.
În urma redescoperirii din 1939, orbita cometei a fost calculată din nou de către Jens P. Möller de la Observatorul Astronomic din Copenhaga și Katherine P. Kaster și Thomas Bartlett de la Universitatea Berkeley din California: calculele au indicat că periheliul ar fi fost atins pe 9 august 1939. Pe baza celor două orbite calculate pentru trecerea din 1939, Leland E. Cunningham de la Observatorul de la Harvard a sugerat că obiectul astronomic studiat era cometa care fusese descoperită de Caroline Herschel în 1788.
În final, orbita a fost calculată de Brian G. Marsden în 1974, folosind 75 de posturi din cele două apariții ale cometei și ținând seama de perturbațiile planetare. S-a constatat că orbita cometei are o perioadă de 155 de ani. Trecerea la periheliu a fost la 9 august 1939, iar următoarea trecere este programată pentru 16 martie 2092.